# Хондриты

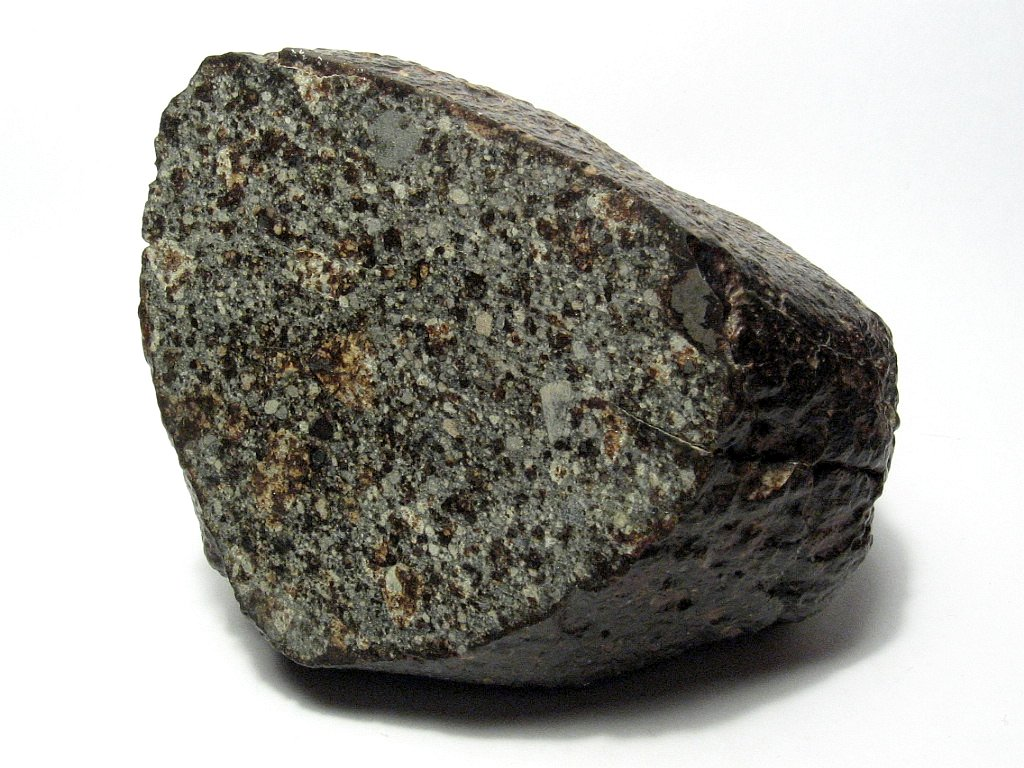
Обыкновенный хондрит NWA 869

Хондри́ты (от др.-греч. χόνδρος — «зерно») — наиболее распространённая подгруппа в классификации метеоритов.
Они составляют:
- 92,3 % от числа падений на Землю каменных метеоритов;
- 85,7 % от общего числа метеоритов.

## Термин
Хондритами называют метеориты, содержащие хондры — сферические или эллиптические образования преимущественно силикатного состава. Большинство хондр не превышают 1 мм в диаметре, но некоторые достигают и нескольких миллиметров. Хондры находятся в обломочной или мелкокристаллической матрице, причём нередко матрица отличается от хондр не столько по составу, сколько по кристаллическому строению.

## Состав
Состав хондритов практически полностью повторяет химический состав Солнца, за исключением лёгких газов, таких как водород и гелий. Поэтому считается, что хондриты образовались непосредственно из протопланетного облака, окружавшего и окружающего Солнце, путём конденсации вещества и аккреции пыли с промежуточным нагреванием.
Радиоизотопный анализ хондритов показывает, что их возраст превышает 4,5 млрд лет.

## Классификация хондритов
Хондриты разделяют на три больших класса в зависимости от степени окисления содержащегося в них железа: энстатитовые (Е), обыкновенные (О) и углистые (С). В том же порядке в них увеличивается содержание окисленного (двух- и трёхвалентного) железа.

### Петрологические типы
Хондриты также делятся на шесть (в некоторых источниках на семь) петрологических типов, которые отличаются проявлениями теплового метаморфизма.
Схема петрологических типов, предложенная учёными Ван Шмусом (W. Randall Van Schmus) и Вудом (John A. Wood), на самом деле разделена ещё на две минисхемы, описывающие гидрологические изменения (типы 1-2) и тепловой метаформизм (типы 3-6 (7)).
- Тип 1 — хондриты, в которых плохо различимы хондры и в которых много воды и углерода. В последнее время к нему относят метеориты, перенёсшие обильное гидрологическое изменение, при котором оливин и пироксен были смешаны с водной составляющей. Такое изменение обычно проходит при температурах 50-150 °C, поэтому хондриты первого типа не нагреваются до температур, при которых возможен тепловой метаморфизм. В основном это CI-хондриты.
- Тип 2 — хондриты, столкнувшиеся с обильным гидрологическим изменением, но с всё ещё распознаваемыми хондрами и с первичным содержанием оливина и пироксена. В результате гидратации образуется мелкозернистая матрица. Такое изменение происходит при температурах ниже 20 °C, поэтому метеориты также не испытывают теплового метаморфизма. В основном это CM- и CR-хондриты.
- Тип 3 означает низкую степень теплового метаморфизма. Такие метеориты обычно неустойчивы, так как минералы их составляющие могут существовать в различном спектральном составе, отражая особенности образования в большом многообразии условий в Солнечной системе (типы 1 и 2 также являются неустойчивыми). Если хондрит остаётся неизменным, ему присваивается тип 3,0. При возрастании петрологического типа от 3,1 до 3,9 в метеорите происходят глубокие минералогические изменения, начиная от пыльной матрицы, постепенно затрагивая крупнозернистые компоненты, например, хондры.
- Типы 4, 5, и 6 — это устойчивые метеориты с высокой степенью теплового метаморфизма. Минеральный состав таких метеоритов практически однородный из-за влияния высоких температур. В типе 4 матрица рекристаллизуется и становится более грубой, с большим размером зерна. В хондритах типа 5 хондры становятся расплывчатыми и матрицу практически невозможно обнаружить. В ходритах типа 6 хондры и матрица неразличимы.
- Тип 7 введён некоторыми исследователями для обозначения хондритов, (кратковременно) подвергшимся наиболее высоким температурам, которые могли привести к плавлению метеорита. В научном сообществе пока нет консенсуса относительно необходимости типа 7, так как при плавлении метеорита его можно классифицировать как примитивный ахондрит.

### Обыкновенные хондриты
| Группы | Содержание железа |
| ------ | ----------------- |
| LL     | 18-22 %           |
| L      | 19-24 %           |
| H      | 25-30 %           |

Наиболее распространённый тип метеоритов, который и назван обыкновенным потому, что встречается чаще других. Делятся на три группы: H, L и LL (H — от англ. high, высокий; L — от low, низкий) по химическому составу. Эти группы метеоритов имеют подобные свойства, но различны по содержанию железа и сидерофильных элементов (H > L > LL) и по разному соотношению окисленного железа с металлическим (LL > L > H).
Количество металлического железа также увеличивается от группы LL к L и далее — к H.
H-хондриты представлены в основном петрологическими типами 3-6, а L- и LL-хондриты — петрологическими типами 3-7.
Обыкновенные хондриты обычно подвергаются тепловому метаморфизму при температурах от 400 °C (петрологический тип 3) до 950 °C и выше (тип 6-7), а также иногда ударному метаморфизму при давлениях порядка 1000 атмосфер. Хондры заполняются обломочным материалом и принимают неправильную форму.

### Углистые хондриты
С-хондриты содержат много железа, которое почти всё находится в соединениях силикатов. Благодаря магнетиту (Fe3O4), графиту, саже и некоторым органическим соединениям углистые хондриты приобретают тёмную окраску. также содержат значительное количество гидросиликатов (серпентин, хлорит, монтмориллонит и другие).
В 1970-х годах Дж. Вассон предложил классифицировать С-хондриты по степени изменения их свойств на четыре группы (CI, CM, CO и CV). При обозначении группы к названию класса добавляется буква эталонного метеорита этой группы. Эталонными признаны Ivuna, Мигеи, Ornans и Vigarano.
Правда ещё в 1956 году Г. Виик классифицировал С-хондритов на три группы: CI, CII и CIII.
При этом эти группы почти равнозначны. Группы CI и CM Вассона соответствуют группам CI и CII Виика, а группы CO и CV Вассона составляют группу CIII Виика.
Гидросиликаты в составе хондритов существенно влияют на их плотность, например, в CV-хондритах около 3,2 г/см3, а в CI-хондритах около 2,2 г/см3.
- CI-хондриты характеризуются обильным содержанием гидратированных силикатов. Преобладающим является септехлорит. В CI-хондритах гидросиликаты обычно встречаются в форме стекла (в аморфном состоянии). В CI-метеоритах вообще нет хондр, что является исключением для хондритов.
- CM-хондриты состоят из 10-15 % связанной в составе гидросиликатов воды, и 10-30 % пироксена и оливина в хондрах.
- CO- и CV-хондриты содержат около 1 % связанной воды, и состоят в основном из пироксена, оливина и других дегидратированных силикатов. В этих хондритах также встречается небольшое количество никелистого железа.

Также существуют группы CR (эталон — Renazzo), CK (эталон — Karoonda), CB (эталон — Bencubbin), CH (High Iron — содержание железа выше, чем у других).

### Энстатитовые хондриты

«Saint Sauveur» Энстатитовые хондриты EH5

Е-хондриты состоят в основном из железа в его свободном состоянии, то есть при нулевой валентности, и силикатных соединений, в которых железо почти отсутствует. Пироксен в метеоритах этого типа содержится в виде энстатита, от которого и произошло название класса хондритов. Энстатитовые хондриты, судя по их структурным и минералогическим особенностям, были подвергнуты тепловому метаморфизму при максимальных для них температурах (600 °C — 1000 °C), поэтому в них присутствует меньше всего летучих соединений, а среди других классов хондритов энстатитовые признают самыми восстановленными. Хондры заполнены обломочным материалом, находятся в тёмной мелкодисперсной матрице, имеют неправильную форму.
Этот класс хондритов по степени теплового метаморфизма делят на 3 петрологических типа (Е4, Е5 и Е6).
В разных петрологических типах Е-хондритов также наблюдаются разнообразие содержания железа и серы, по которому некоторые учёные выделяют два типа: I, включающий в себя хондриты Е4 и Е5, и II, включающий хондриты Е6.
Е-хондриты также разделяют на EH- и EL-хондриты:
- EH (high enstatite) содержат небольшие хондры (~0,2 мм), а также высокое содержание сидерофильных элементов по отношению к кремнию. Более 10 % породы состоит из металлических зерен;
- EL (low enstatite) содержат бо́льшие хондры (> 0,5 мм), а также более низкое содержание сидерофильных элементов по отношению к кремнию.

Энстатитовые хондриты редки и составляют всего 2 % всех хондритов, обнаруженных среди упавших на Землю метеоритов.
Изотопный состав азота, кислорода, титана, хрома и никеля в этих хондритах схож с относительным содержанием таких изотопов на Земле и на Марсе. Предполагается, что энстатитовые хондриты образовались внутри орбиты Марса, значительно ближе к Солнцу по сравнению с предполагаемым местом рождения других групп хондритов.

### Другие хондриты
- Тип Румурути, или R-хондриты, встречается очень редко. В документальных сводках упоминается падение только одного такого метеорита. Группа R-хондритов имеет ряд общих свойств с классом обыкновенных хондритов, в том числе похожие формы хондр, малое содержание тугоплавких соединений, схожее химические соотношение основных элементов. Среди отличий от обыкновенных хондритов можно выделить: в R-хондритах намного больше пыльной матрицы (около 50 %), R-хондриты более окислены, содержат меньшее количество сплава Fe-Ni, и их обогащение в 17O выше, чем у обыкновенных хондритов.
- Тип Какангари, или K-хондриты, характеризуется большим количеством пыльной матрицы и изотопов кислорода, что делает их похожими на углистые хондриты. Упрощённый минеральный состав и высокое содержание металла делают их похожими на Е-хондриты, а высокая концентрация тугоплавких литофильными соединений — на обыкновенные хондриты. Известно три метеорита этого типа: Kakangari, LEW87232 и Lea County 002.

## Упоминания в искусстве
- В фильме «Человек-паук 3: Враг в отражении» мимикрирующий симбионт, появившийся на Земле после падения метеорита, по утверждению доктора Конорса схож по химическому составу с «хондритами семидесятых».

## Примеры
- Adams County
- Энсисхейм